# Шоу Али Джи
«Шоу Али Джи» (англ. Da Ali G Show) — сатирическая телевизионная передача английского комика Саши Барона Коэна. В своей передаче Саша Барон Коэн исполняет роли трёх неортодоксальных персонажей — английского джанглиста Али Джи, казахского репортёра Бората Сагдиева и австрийского гомосексуала и ведущего программы мод Брӱно Гехарда, — берущих реальные интервью у ничего не подозревающих людей (в том числе у актёров и актрис, звёзд шоубизнеса и политиков), при этом сопровождая его всевозможными шутками и розыгрышами.

## Описание шоу
Первая часть шоу, включающая в себя один сезон, показывалась на британском канале Channel 4 с марта по май 2000 года. Вторая (2003—2004) часть передачи, состоящая из двух сезонов, была показана на американском канале HBO. В Великобритании и Австралии вторая часть шоу шла под названием Ali G in da USAiii.
23 июля 2005 HBO объявили, что они не планируют съёмку дополнительных сезонов шоу.
В завершении работы над своими образами Саша Барон Коэн начал работу над полнометражными фильмами, каждый из которых был посвящён одному из трех персонажей передачи: «Али Джи в парламенте» (2002 год), «Борат: культурные исследования Америки в пользу славного государства Казахстан» (2006 год) и «Брӱно» (2009 год).

## Персонажи
- Али Джи

Али Джи (Алистер Лесли Грэхам) является главным героем «Шоу Али Джи». Он — самопровозглашенный «Голос молодёжи» и лидер банды запада Стейнс (англ. West Staines Massive). По словам Али, западный Стейнс «недалеко от Виндзорского замка, где живёт королева». Его слова и манеры представляют собой смесь стереотипов (зачастую преувеличенных) хип-хоп культуры и джанглистов. В своём шоу он берёт интервью у ничего не подозревающих людей; в американской версии шоу Али Джи представляется как британский журналист и ведущий ток-шоу, обсуждающий СМИ и политику. Он часто задает вопрос, и после получения ответа рассказывает истории, имеющие отношение к данной теме, про своих друзей «гангстеров», таких, как Рики-Си, Опасный Дейв, Джереми Рейнбоу, свою подругу «Джули» (англ. me Julie, с ямайского английского — «моя девушка»), либо про одного из членов его семьи, таких, как бабушка Нана, или дядя Джамал. Говорит на британском английском в смеси с заимствованными словами и сленговыми выражениями из ямайского креольского и ямайского английского. В первом сезоне «Шоу Али Джи» у него также был помощник диджей, говорящий исключительно на ямайском креольском (патуа), и тем застающим Али врасплох.
Позже про Али Джи был снят полнометражный фильм «Али Джи в парламенте».
- Борат Сагдиев

Борат Сагдиев — ещё один персонаж, часто появляющийся в передаче. Борат родом из Казахстана. Он путешествует по Великобритании и Соединённым Штатам, берёт интервью у населения и нередко принимает участие в их деятельности. Несмотря на свои благие намерения, Борат часто ставит гостей в неловкое положение своими антисемитскими, сексистскими и другими комментариями, основанными на незнакомой многим культуре. Кроме того, он часто упоминает о смерти своей жены, и своём желании «иметь секс» с интересующими его людьми.
Впоследствии про Бората был снят полнометражный фильм «Борат: культурные исследования Америки в пользу славного государства Казахстан», 20th Century Fox. Его премьера состоялась 3 ноября 2006 года. В фильме Борат путешествует по Америке с целью узнать больше об американской культуре для своей страны.
- Бруно

Бруно является австрийцем — геем и третьим персонажем Шоу Али Джи. Он утверждает, что является голосом австрийского молодёжного телевидения. Во время своих интервью Бруно часто ставит собеседников в неудобное положение своим утрированным гомосексуализмом. В одном эпизоде Бруно приветствует зрителей с преувеличенными стереотипными манерами геев во время своего пребывания в университете штата Алабама, тем самым вызывая гнев некоторых футбольных болельщиков, и убеждает студентов сказать, что они геи на польском языке.
Бруно также берёт интервью у разных деятелей мира моды, показывая всю поверхностность, лицемерие и противоречивость в мире моды. Например, он заставляет их говорить, что мода спасла больше жизней, чем врачи, что люди, которые плохо одеваются, должны быть отправлены в лагеря, что Усама бен Ладен это здорово, и что, если house слушали бы в 1930-х годах, то не было бы Второй мировой войны.
8 июля 2009 года состоялась премьера полнометражного фильма «Брӱно», снятого компанией Universal Pictures.

## Эпизоды
Channel 4
| Номер эпизода | Дата выхода         | Название на английском | Название на русском |
| ------------- | ------------------- | ---------------------- | ------------------- |
| 101           | 30 марта 2000 года  | Neil Hamilton          | Нил Гамильтон       |
| 102           | 7 апреля 2000 года  | John Humphrys          | Джон Хамрис         |
| 103           | 14 апреля 2000 года | Roy Hattersley         | Рой Хэттерсли       |
| 104           | 21 апреля 2000 года | Mohammed Al Fayed      | Мохаммед аль-Файед  |
| 105           | 28 апреля 2000 года | Gail Porter            | Гейл Портер         |
| 106           | 5 мая 2000 года     | Anita Roddick          | Анита Роддик        |

HBO
| Номер эпизода | Дата выхода          | Название на английском | Название на русском |
| ------------- | -------------------- | ---------------------- | ------------------- |
| 101           | 21 февраля 2003 года | Law                    | Закон               |
| 102           | 28 февраля 2003 года | War                    | Война               |
| 103           | 7 марта 2003 года    | Politics               | Политика            |
| 104           | 14 марта 2003 года   | Art                    | Искусство           |
| 105           | 21 марта 2003 года   | Science                | Наука               |
| 106           | 28 марта 2003 года   | Belief                 | Вера                |
| 201           | 18 июля 2004 года    | Respek                 | Респект             |
| 202           | 25 июля 2004 года    | Rekognize              |                     |
| 203           | 1 августа 2004 года  | Peace                  | Мир                 |
| 204           | 8 августа 2004 года  | Realize                | Понять              |
| 205           | 15 августа 2004 года | Jah                    | Джа                 |
| 206           | 22 августа 2004 года | Realness               | Реальность          |

## Ali G: Rezurection
Повторные выпуски Шоу Али Джи стартовали в 2014 году на американском телеканале FXX под названием «Ali G: Rezurection» (с англ. — «Али Джи: Возрождение»). В шоу были показаны старые выпуски про Али Джи, Бората и Бруно, но с новыми оригинальными интро.

## Влияние
Родина Али Джи, город Стейнс, был переименован в 2012 году в Стейнс-апон-Темз, в том числе чтобы убрать ассоциацию го́рода с этим персонажем. Тем не менее, в новых интродукциях в шоу Ali G: Rezurection, Али уже́ использует новое название го́рода (Стейнс-апон-Темз).